# Metrolijn 50

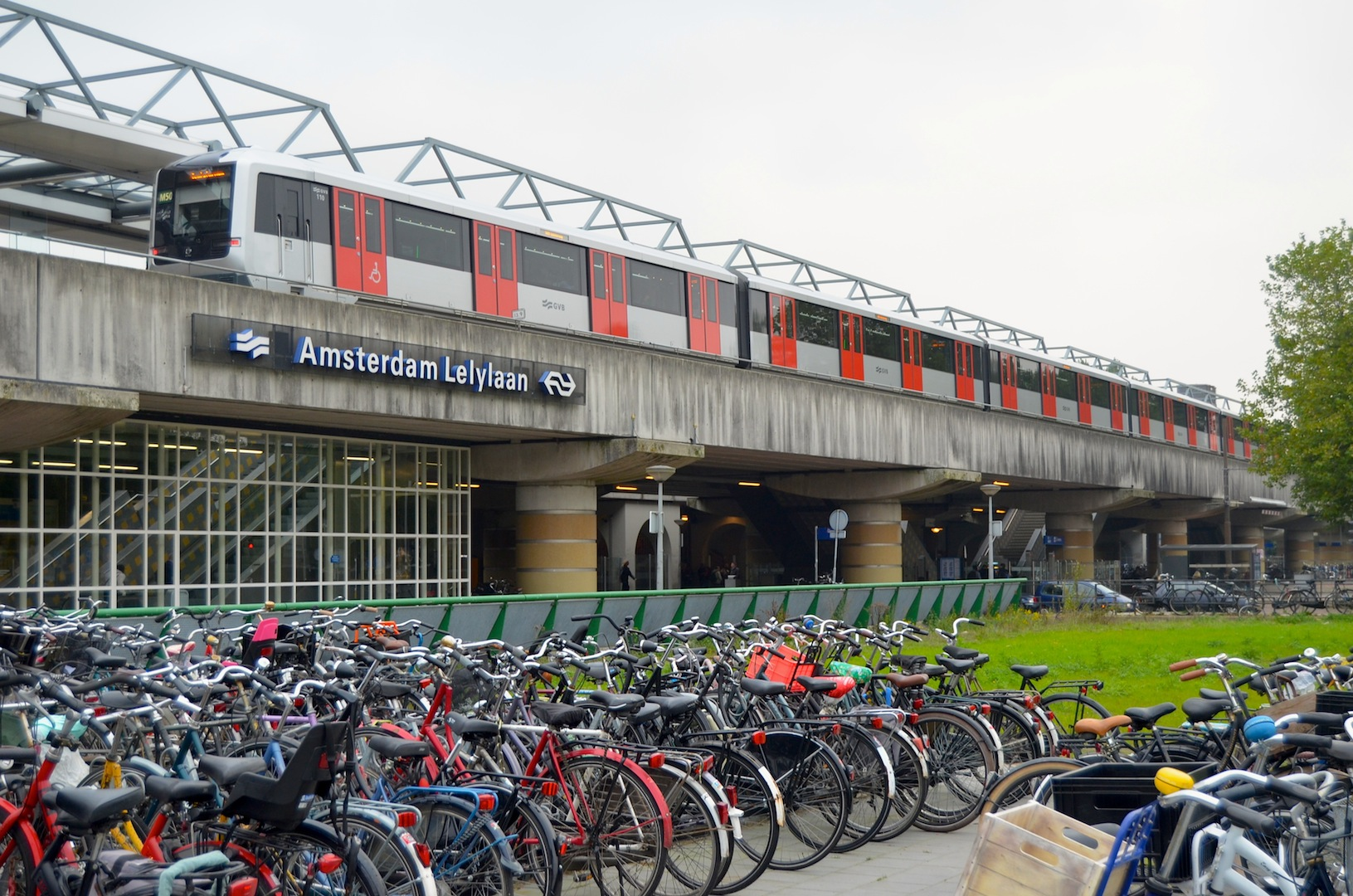
GVB Metrotreinstel type M5 op lijn 50, Station Amsterdam Lelylaan; 18 oktober 2013.

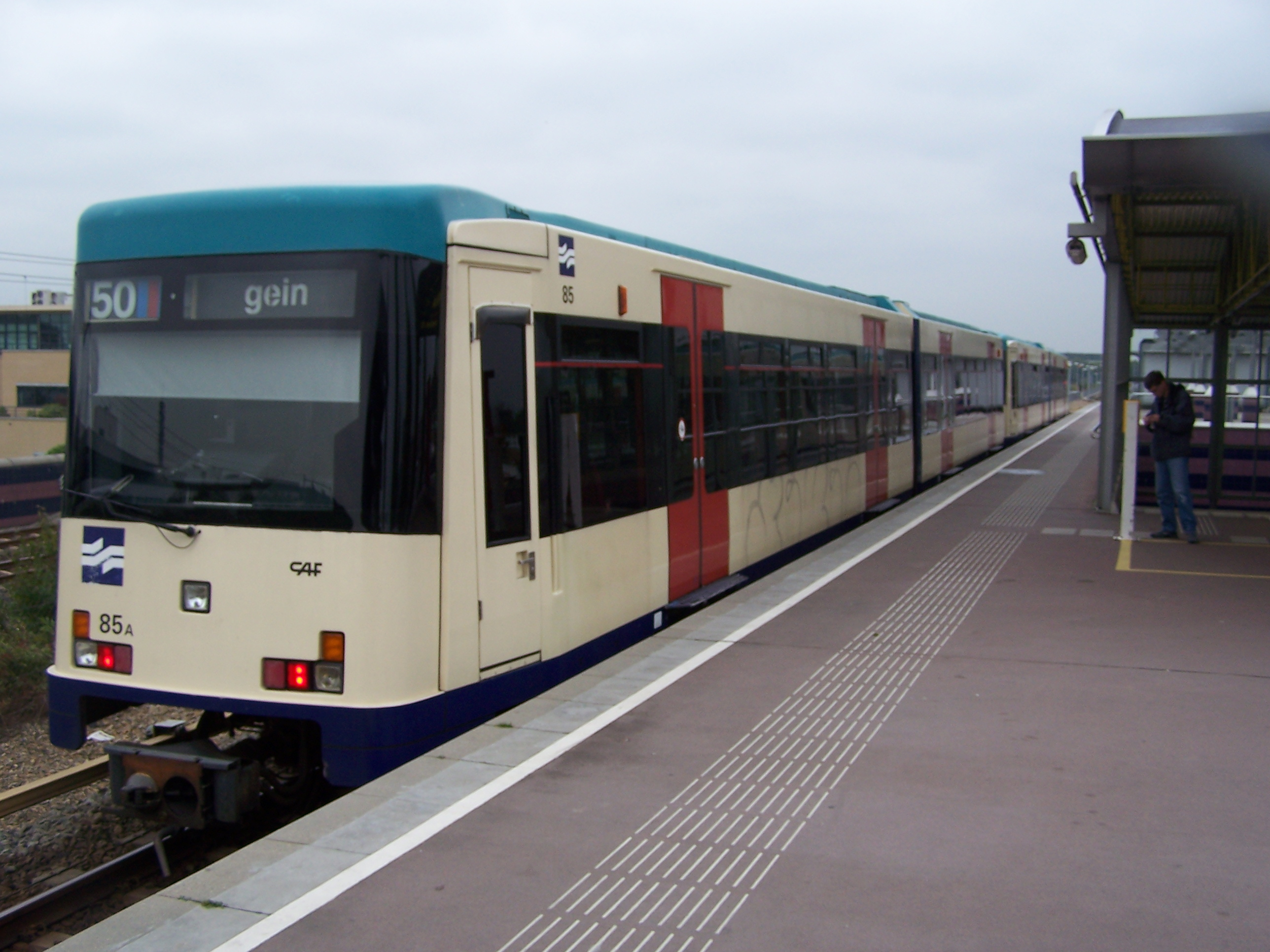
CAF M4-treinstel 85 nog in de oorspronkelijke kleuren op het metrostation Isolatorweg.

Metrolijn 50 is een lijn van de Amsterdamse metro tussen de Isolatorweg en de wijk Gein in Amsterdam-Zuidoost. Hoewel de lijn een tangentiële lijn is, is deze ook wel bekend als Ringlijn, omdat tussen station Sloterdijk en de Rozenoordspoorbrug gebruik wordt gemaakt van het dijklichaam van de Ringspoorbaan.

## Geschiedenis
Tot de aanleg werd in 1992 door de Amsterdamse gemeenteraad besloten. De lijn werd om politieke redenen aanvankelijk "ringsneltram" genoemd; sinds de Nieuwmarktrellen in 1975 was het begrip "metro" in de Amsterdamse politiek min of meer taboe verklaard. Met de bouw van de lijn werd in 1992 begonnen. Oorspronkelijk zou het gedeelte tussen Station Zuid en Sloterdijk van bovenleiding worden voorzien maar later zag men daar toch van af en kreeg de gehele lijn een derde rail.
Het GVB had aanvankelijk geen hoge verwachtingen van het vervoer buiten de spitsuren en overwoog zelfs de lijn in de avonduren en op zondag niet in exploitatie te nemen als het rijk niet garant zou staan voor het exploitatietekort. Uiteindelijk gebeurde dit toch. De lijn werd op 28 mei 1997 officieel geopend door minister Jorritsma en werd op 1 juni voor reizigersvervoer in gebruik genomen. Door problemen met het materieel en de beveiliging kon aanvankelijk slechts een beperkte kwartierdienst worden gereden maar desondanks werd buslijn 48, die door lijn 50 werd vervangen, opgeheven. Na de zomer werd de frequentie opgevoerd naar een tienminutendienst en pas met de winterdienst kon de volledige dienst worden gereden.
Het traject begint op station Isolatorweg. Ten oosten van het station bevindt zich een viersporige tailtrack. Deze werd in 2014 uitgebreid tot een groot opstelterrein waar ook klein onderhoud aan metrovoertuigen kan worden uitgevoerd. Een deel van deze extra sporen werd aan weerszijden van het metrostation gelegd. Vanaf Sloterdijk loopt de lijn noord-zuid parallel aan de westtak van de Ringspoorbaan. Na station Henk Sneevlietweg buigt het traject vrijwel haaks naar het oosten, en loopt dan west-oost evenwijdig aan de Zuidtak van de Ringspoorbaan en de Ringweg-Zuid (A10). Via station Amstelveenseweg wordt station Zuid bereikt. Hierna volgt de lijn het in 1990 geopende traject van metro/sneltramlijn 51 (sinds maart 2019 metrolijn 51 die vanaf de Isolatorweg samenloopt met lijn 50) tot voorbij station Overamstel.
Via twee enkelsporige viaducten, die in 1995 werden bekroond met de Betonprijs, sluit de lijn op station Van der Madeweg aan op de bestaande lijn 54 in zuidoostelijke richting naar station Gein. Anders dan de naam doet vermoeden, is dus van een ring helemaal geen sprake. Het is eigenlijk een tangentiële lijn. Er bestaan wel plannen om het traject voorbij Isolatorweg te verlengen, maar de vorm is nog onbeslist. Aanvankelijk zou de lijn in 2005 worden verlengd naar station Amsterdam Centraal, waarmee de ring zou worden gesloten. Vervolgens werden de plannen uitgesteld tot 2010. In de Amsterdamse OV-visie 2007-2020 werd bekendgemaakt dat er verschillende opties zijn na verlenging naar de Houthavens: in plaats van de eerder geplande verlenging naar Amsterdam Centraal zou de voorkeur uitgaan naar het doortrekken via een tunnel onder het IJ door naar het station Noorderpark, onderdeel van de Noord/Zuidlijn. Amsterdam had zijn handen vol aan laatstgenoemde lijn, en het is niet waarschijnlijk dat de verlenging van de Ringlijn op korte termijn zal aanvangen.

## Architectuur
De voor de Ringlijn langs de zuidelijke en westelijke Ringspoorbaan nieuwgebouwde metrostations Amstelveenseweg tot en met eindstation Isolatorweg zijn, op de metroperrons van Amsterdam Lelylaan en Amsterdam Sloterdijk na, allemaal gebouwd volgens een standaardontwerp, dat telkens aan de plaatselijke situatie is aangepast. De ontwerpen zijn gemaakt door architect Jan van Belkum van Articon, tegenwoordig een onderdeel van Arcadis.
De stations zijn uitgerust met een eilandperron en worden ontsloten vanaf een enkele toegang aan een van de twee perronuiteinden. Boven die toegang, bestaand uit een vaste trap, een roltrap en een lift, is een overkapping van staal en glas gebouwd in de vorm van een paddenstoel met een gebogen dak, waarin het geel gekleurde glas het meest opvallende kenmerk is. Alle betonvlakken zijn bekleed met keramische tegels in de kleuren lila en paars.
Station Amstelveenseweg is voorzien van twee toegangen aan weerszijden van de onder het station doorlopende weg. Beide uitgangen bevinden zich niet helemaal aan de uiteinden van het perron. Station Henk Sneevlietweg kreeg als enige een afwijkende tweede uitgang, bestaande uit een enkele vaste trap, aan de zijde van de Vlaardingenlaan. Station Isolatorweg kreeg een centrale uitgang in het midden van het perron en is als enige Ringlijnstation niet voorzien van een roltrap. Oorspronkelijk was binnen het budget niet voorzien in de plaatsing van perronkappen, maar doordat veel onderdelen van de metrolijn goedkoper uitvielen dan was geraamd, konden de perrons alsnog voorzien worden van een afdak.
Bij de treinstations Lelylaan en Sloterdijk werd met de ontwerpen voor de metroperrons aansluiting gezocht op de architectuur van de bestaande perrons. Het metroperron van Sloterdijk kreeg een gebogen glazen overkapping die identiek is aan de kap van het uit 1986 daterende treinperron van de spoorlijn naar Schiphol. Beide kappen zijn een ontwerp van architect Harry Reijnders van de NS.
De overkapping van het metroperron van station Lelylaan hangt aan een grijze stalen vakwerkconstructie die enige verwantschap vertoont met de aanvankelijk rode (thans grijze) staalconstructie van het uit 1986 daterende treinperron. Het ontwerp van de twee enkelsporige metroviaducten, waar het metroperron op is gebouwd, wijkt wel af van de rest van de Ringlijn. Beide perrons van station Lelylaan zijn ontworpen door architect Rob Steenhuis van de NS.

## Van smal naar breed profiel
Bij aanvang was het profiel van het nieuw aangelegde traject kleiner dan dat op de bestaande metrolijnen 53 en 54. Het voor deze lijn bestemde materieel van de serie M4 dat bij het Spaanse CAF werd gebouwd, is 2,65 meter breed, tegen drie meter voor het oudere metromaterieel van Linke-Hofmann-Busch. Net als bij lijn 51 werd het breedteverschil op het gemeenschappelijke traject opgelost door treeplanken te laten uitklappen. De eerste vier stellen (wagennummers 70 t/m 73) vormden tot 2019 een aparte serie S3 vanwege de uitrusting met pantografen en railremmen, voor inzet op lijn 51. Na enkele jaren bleek het toch wenselijk, gezien de vervoersgroei, dat ook het oudere LHB-materieel kon worden ingezet op het traject tussen Isolatorweg en Zuid. Daarom zijn in 2000 alle perrons van de negen nieuwe stations alsnog smaller gemaakt door er aan weerszijden een circa 15 centimeter brede strook af te zagen. Tijdens de bouw van de stations was met een dergelijke operatie al rekening gehouden.

## Dienstuitvoering
| Traject            | Treinopvolging | Treinopvolging                                                      | Treinopvolging                                | Treinopvolging         | Treinopvolging                                     |
| Traject            | Spits en dag   | Ochtend tot 7.00 uur, avond na 20.00 uur en weekeinde tot 10.00 uur | Avond tot 20.00 uur en weekeinde na 10.00 uur | Hoogzomer spits en dag | Hoogzomer ochtend tot 7.00 uur, avond en weekeinde |
| ------------------ | -------------- | ------------------------------------------------------------------- | --------------------------------------------- | ---------------------- | -------------------------------------------------- |
| Gein ↔ Isolatorweg | 10 minuten     | 15 minuten                                                          | 12 minuten                                    | 12 minuten             | 15 minuten                                         |

### Treinlengte
In principe doen op lijn 50 op maandag tot en met vrijdag 3 gekoppelde stellen dienst (ook in de avonduren) en op zaterdag en zondag 2 gekoppelde stellen. Tot november 1998 reden op zondag en alle avonden losse stellen. Rond 2000 waren korte tijd 4 gekoppelde stellen ingedeeld maar door materieelgebrek kwamen deze weer spoedig te vervallen. In de periode 2013-2015 zijn de CAF-stellen gedeeltelijk en het LHB-materieel volledig vervangen door het M5-materieel dat in vergelijking met 3 CAF-stellen een veel grotere capaciteit bezit. Sinds 2023 doet ook M7 materieel dienst. Van 3 maart 2019 tot halverwege maart 2024 reed er het ook sneltrammaterieel S1/S2.

## Kenmerken
Als tangentiële metrolijn door het Amsterdamse stedelijke gebied passeert deze lijn veel radiale vervoersassen tussen het centrum en de buitenwijken. Bovendien loopt deze lijn parallel met de westelijke en zuidelijke ringspoorbaan en met de spoorlijn naar Utrecht. Deze lijn heeft daardoor veel overstappunten op andere metro's, treinen en trams zoals Sloterdijk, Lelylaan, Zuid en RAI. Tussen Van der Madeweg en Gein volgt deze lijn de belangrijke radiale as ArenA-Amsterdam UMC. Ook hierdoor heeft de lijn veel belangrijke haltes zoals Van der Madeweg, Duivendrecht, Bijlmer ArenA en Holendrecht. Ook op iets minder belangrijke haltes in Amsterdam-Nieuw West is vaak sprake van een aansluitende tram of buslijn. De lijn loopt ook langs diverse belangrijke kantoorgebieden, diverse ziekenhuizen en andere complexen zoals de RAI, de Vrije Universiteit en het ArenA-gebied. Het was tot 2019, toen ook lijn 51 dit traject ging berijden, de enige metrolijn die Sloterdijk verbindt met de Zuidas en al deze kenmerken kunnen verklaren waarom er meer gebruik van de lijn wordt gemaakt dan aanvankelijk gedacht. Het afgenomen vervoer op de buslijnen die voor 1997 het vervoer in deze relatie verzorgden was ook van invloed.

## Afbeeldingen

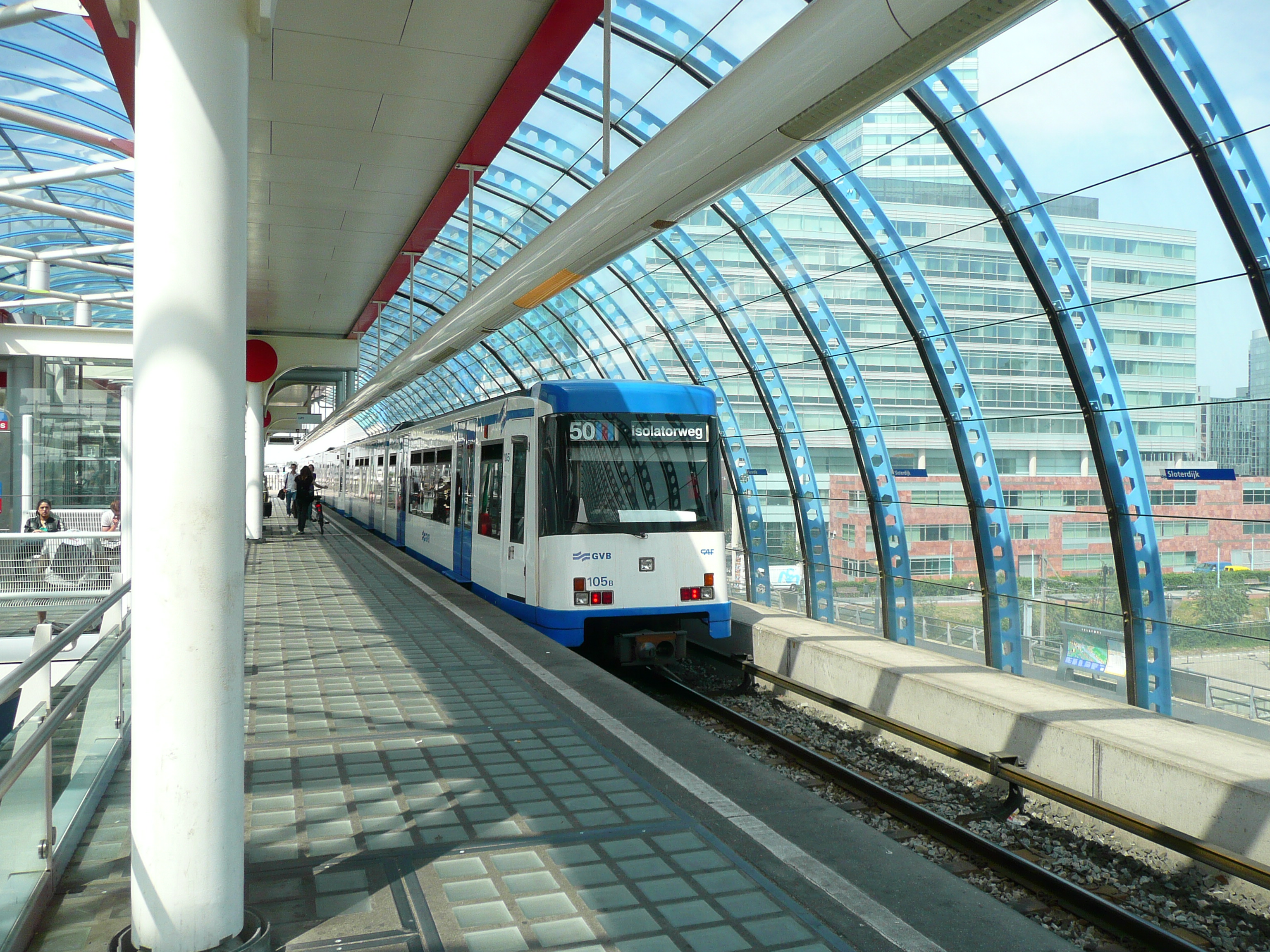
Twee CAF's op station Sloterdijk van lijn 50 onder de kenmerkende ronde overkapping van dit station.
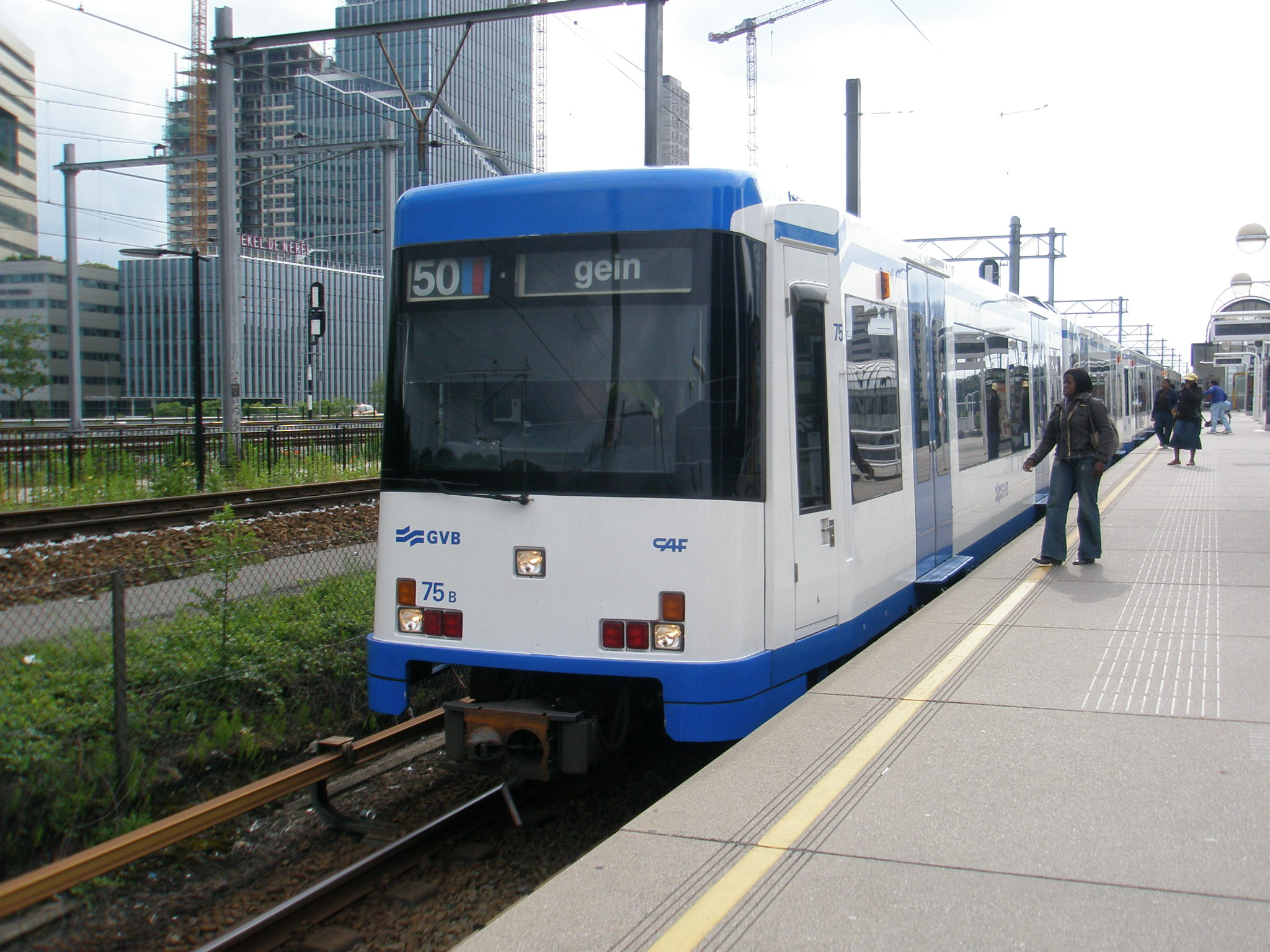
CAF-treinstel 75 op station Zuid in de wit-blauwe kleurstelling.
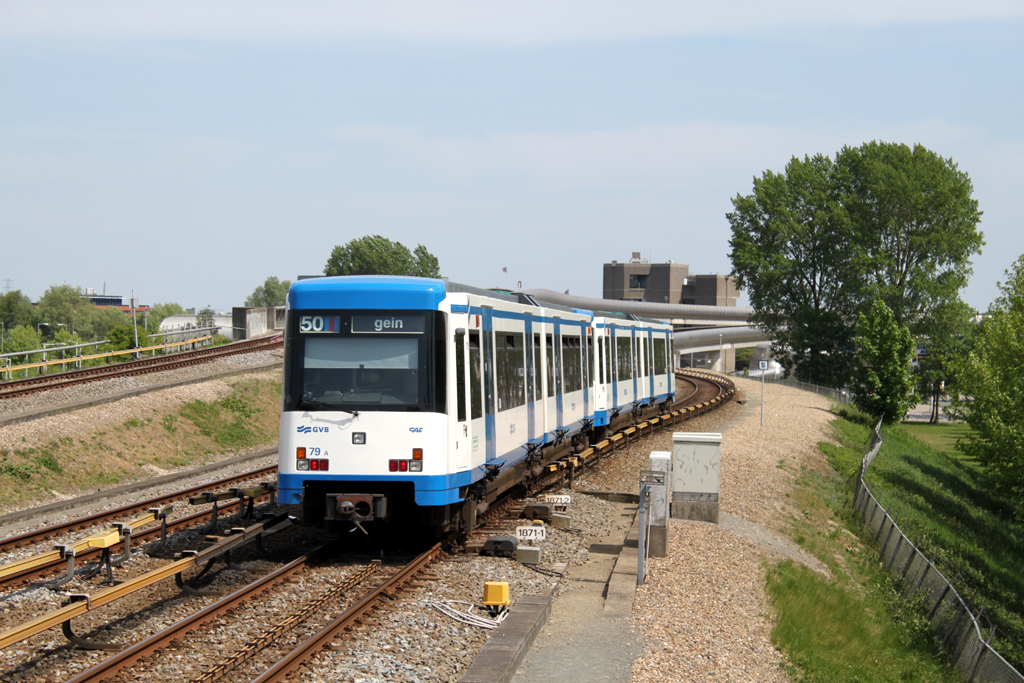
CAF Treinstel 79 bij de splitsing ten oosten van metrostation Overamstel.
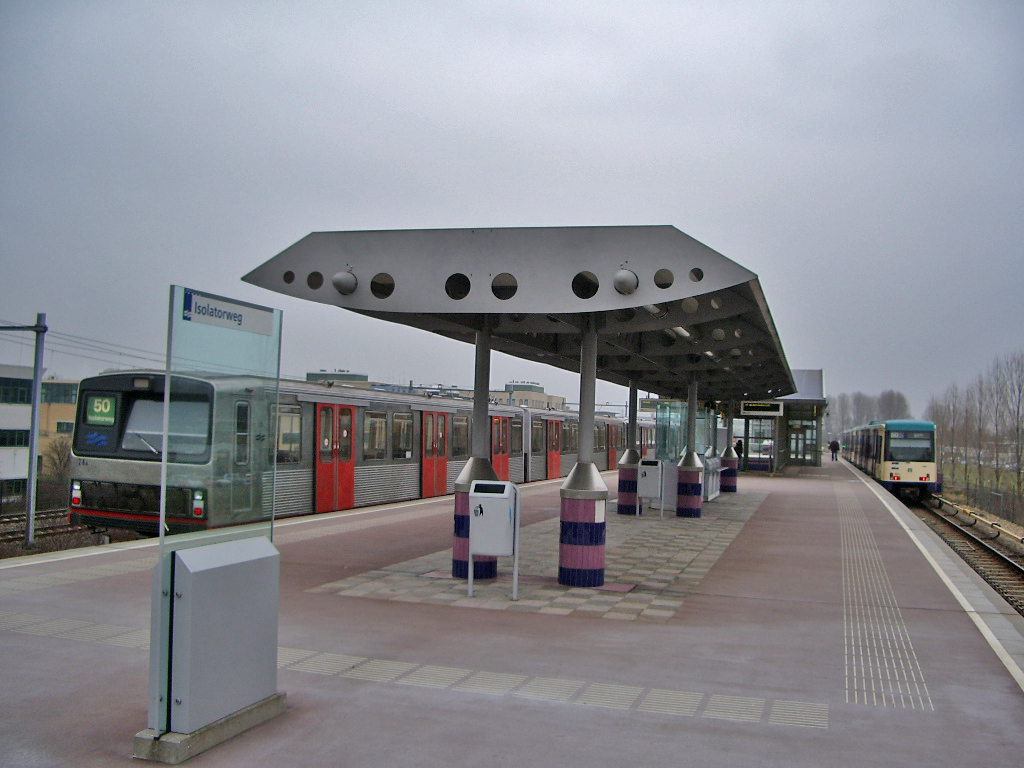
Sinds de versmalling van de metroperrons van lijn 50 in 2000 kunnen niet alleen smalle (rechts), maar ook brede (links) treinstellen doorrijden tot aan het metrostation Isolatorweg.
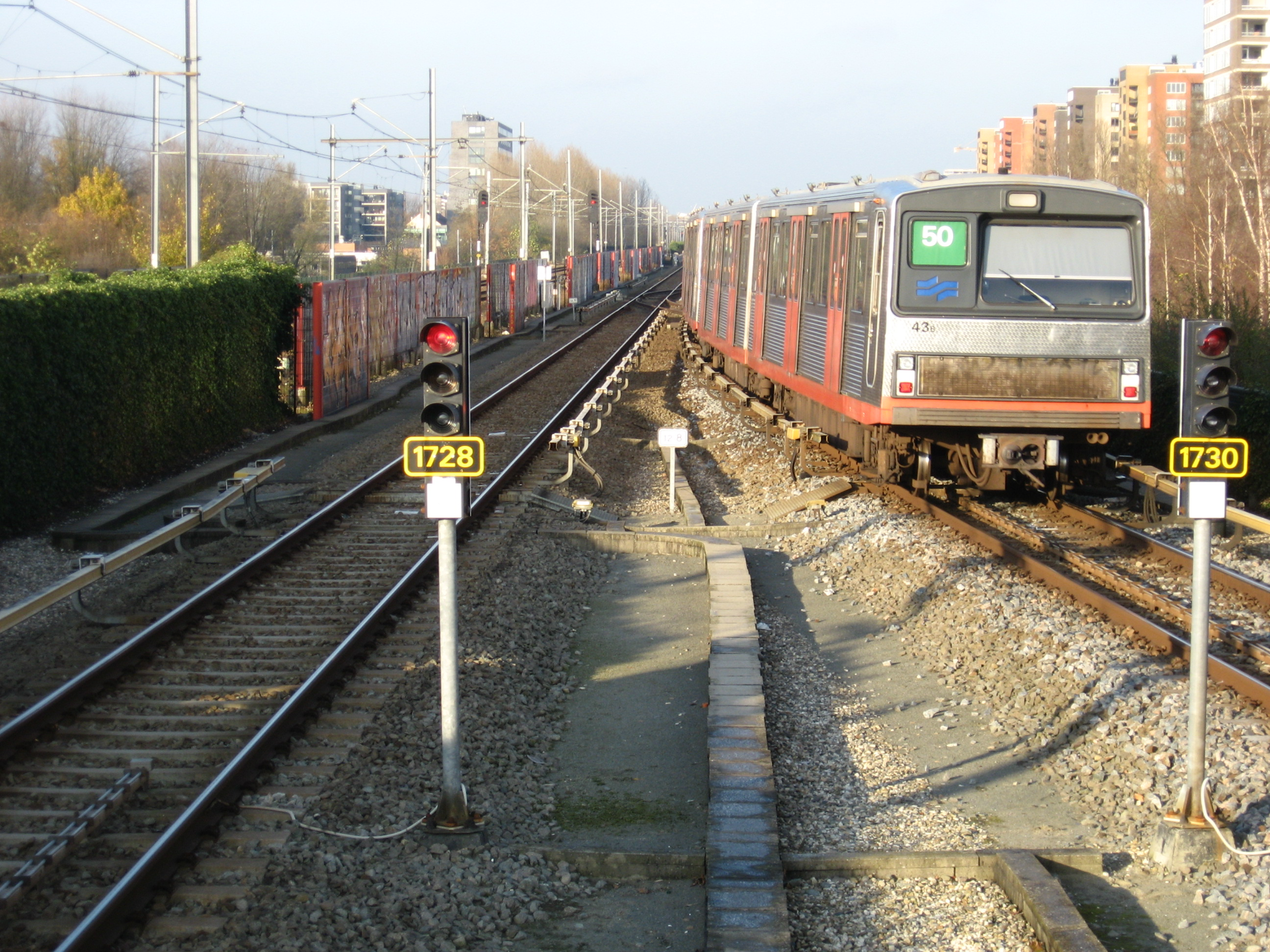
Treinstel type M3 nabij metrostation Heemstedestraat.
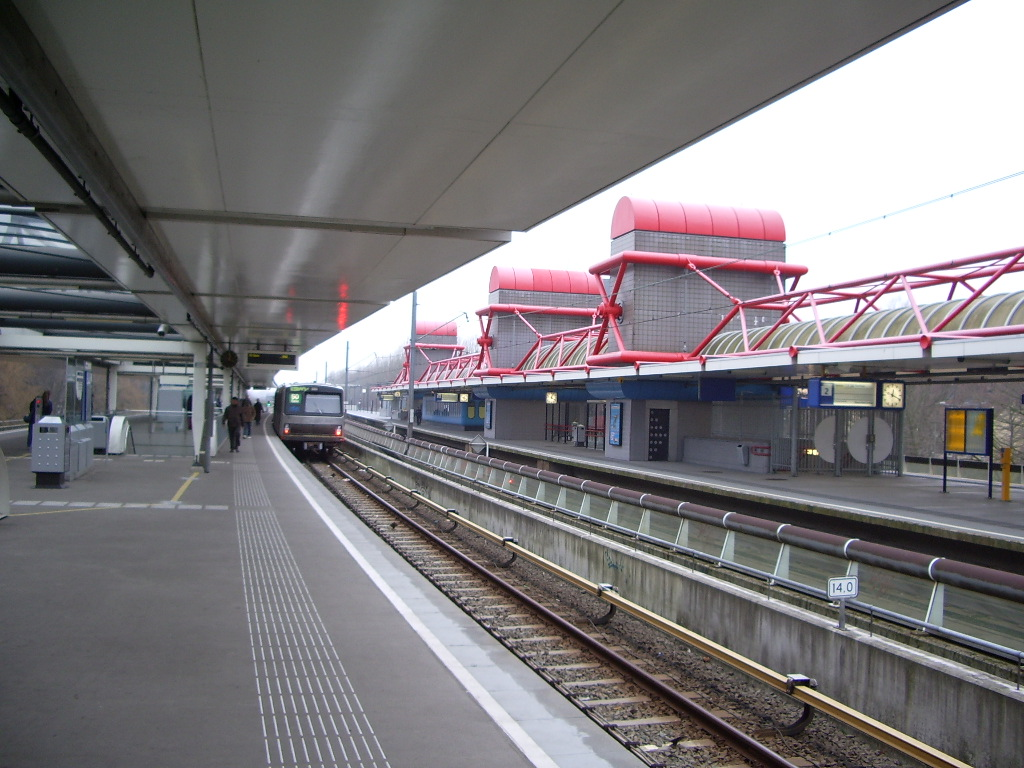
Station Amsterdam Lelylaan met links het perron van lijn 50 en rechts het perron van de Westtak Ringspoorbaan van de NS.
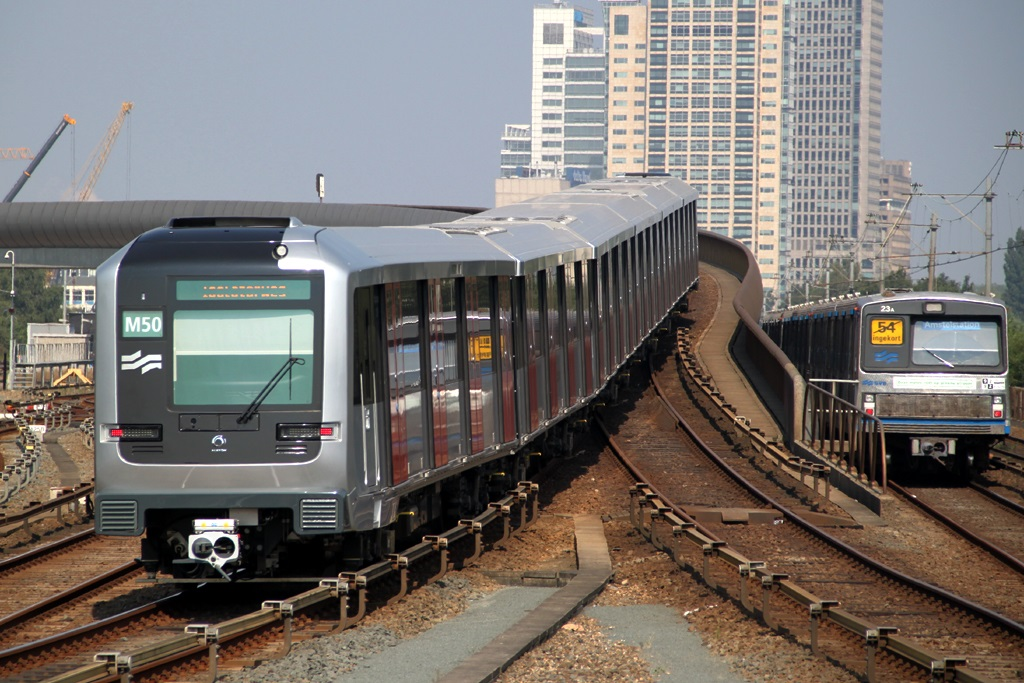
GVB Metrotreinstel type M5 op lijn 50, bij het viaduct Spaklerweg.